# Just Blue
Just Blue — третий студийный альбом группы Space, вышедший в 1978 году.

## Об альбоме
Just Blue выполнен в жанрах Spacesynth, диско, синтипоп.
Альбом выходил в двух редакциях (обе в 1978 году), которые отличаются аранжировкой песен «Save Your Love For Me» и «My Love Is Music». На CD официально была выпущена только вторая редакция альбома.
Этот диск стал последним перед распадом альбомом группы с участием Дидье Маруани. Через год из-за разногласий по поводу концерта возле Эйфелевой башни он покинул группу. Вместе с ним группу покинула и Маделин Белл.

## Песни
Заглавная композиция альбома попала на советское издание — LP «Волшебный полёт», что в капиталистических рыночных странах являлось на тот момент нарушением авторского права владельца лейбла Vogue P.I.P..
В 1981 году песню «Save Your Love For Me» (рус. Сохрани свою любовь, для меня) с немецким текстом исполнит Бернхард Бринк. В 1985 году песню «My Love Is Music» (рус. Музыка - моя любовь) исполнила Глория Гейнор.
В издание 2007 года добавлена песня Дидье Маруани «Rue Miodova» с сингла 1979 года.

## Список композиций
1. Just Blue (4:34);
2. Final Signal (4:25);
3. Secret Dreams (4:30);
4. Symphony (5:01);
5. Save Your Love For Me (5:48/6:42)[1];
6. Blue Tears (5:42/5:38);
7. My Love Is Music (6:14/6:43)[1].

## Участники записи
- Дидье Маруани — фортепиано, синтезаторы, автор музыки;
- Ролан Романелли — синтезаторы, аранжировки;
- Маделин Белл — вокал;
- Джо Хаммер — ударные;
- Рэй Купер — перкуссия;
- Аврил Джакобби и Пол Гридус — авторы слов (5, 7);
- Продюсер: Жан-Филипп Ильеско;
- Звукорежиссёр: Патрик Френо;
- Записано на студии Sydney Bechett в 1978—1979 годах;
- Дизайн обложки: Анри Вицкарра/Gribbit;
- Дизайн внутренней стороны обложки: Бернар Мони;
- Фото: Sun 7 studio.